# نارسنگ
نارسَنگ یا بیجاده یا گارْنِت از مجموعهٔ سیلیکات‌ها و از کانی‌های دگرگونی است و از واژه گراناتوم گرفته شده و از نوع شفاف و تراش‌خورده آن به‌عنوان جواهر بهره می‌برند. انحلال آن‌ها در اسیدها به سختی صورت گرفته و به ندرت ذوب می‌شوند. متغیر - برای ایزومورف‌های مرتبه بالای آن عناصر Mg- Fe - Ca- Al- V -Cr -Zr -Ti -Mn - Y در کانیها به صورت اولیه یافت می‌شوند. قرمز روشن تا قرمز تیره - قهوه‌ای تیره - سیاه رنگ اثر خط:سیاه برای اولین بار در ایتالیا کشف شد و از نظر شکل بلور: رمبودودکائدر، رنگ: بی‌رنگ - سیاه - صورتی - قرمز تیره - سبز روشن - بنفش تیره - قرمز روشن -، شفافیت: غیر شفاف - نیمه کدر، شکستگی: صدفی - نامنظم - خشن، جلا: شیشه‌ای - چرب - ابریشمی، رخ: ناقص- مطابق با سطح و در رده‌بندی سیلیکات است همچنین خاصیت مغناطیسی ندارد و منشأ تشکیل آن ماگمایی - پگماتیت - دگرگونی - دگرگونی مجاورتی - آبرفتی است.

## ویژگی‌ها
همایند کانی‌شناسی (پارانژ) آن سختی - چگالی - انحلال در اسیدها -رخ - اشعه Xاسفالریت - لوسیت - اویالیت - روبیس- کلریت- بیوتیت- فلدسپات ها- کوارتز است
، از نظر ژیزمان بلوری - آگرگات دانه‌ای - توده‌ای - فشرده - دانه‌ای در آبرفت‌ها فراوان است و بیشتر در زون‌های ماگماتیک و دگرگونی مجاورتی، اسیدی و کربناتی یافت می‌شود.
ترکیب شیمیایی نارسنگ‌ها با فرمول ساختمان کلی A3B2(SiO4)3 بیان می‌شود. در این فرمول موضع A با کاتیونهای Ca و Mg, Fe+2 یا Mn+2 و موضع B با کاتیونهای Fe+3، Cr+3 اشغال می‌شود. نارسنگ‌ها بر اساس فرمول شیمیایی به انواع زیر تقسیم می‌شوند:
پیروپ Mg3Al2(SiO4)3
در ترکیب آن معمولاً مقداری Ca و Fe+2 وجود دارد. رنگ آن از قرمز تیره تا تقریباً سیاه تغییر می‌کند. اغلب شفاف است و به همین خاطر در جواهرسازی مصرف می‌شود. نام آن از یک واژه یونانی به معنی آتش‌سان گرفته شده‌است. رودولیت نامی است که به گارنت ارغوانی یا قرمز مایل به صورتی روشن داده شده و ترکیب آن با دو بخش پیروپ و یک بخش آلماندین مطابقت دارد.
آلماندین Fe3Al2(SiO4)3
در ترکیب نارسنگ ممکن است Fe+3 جایگزین Al می‌شود و نیز mg به جای Fe+2 قرار گیرد. رنگ آن از قرمز کاملاً تیره در انواع شفاف و قیمتی تا قرمز مایل به قهوه‌ای در گارنت‌های نیمه شفاف و معمولی تغییر می‌کند. نام این کانی از محلی در آسیای صغیر معروف به آلاباندا، که در زمان‌های گذشته گارنت‌ها در آنجا تراش و صیقل داده می‌شدند، گرفته شده‌است.
این گوهر بیشتر در کشورهای هندوستان،برزیل و افغانستان تولید می شود.
اسپسارتین Mn3Al2(SiO4)3
در ترکیب آن معمولاً Fe+2 جای مقداری Mn را می‌گیرد و Fe+3 تا حدودی جانشین Al می‌شود. رنگ مایل به قهوه‌ای تا قرمز دارد.
گروسولار (آمونیت یا سنگ دارچین): Ca3Al2(SiO4)3
در این کانی اغلب Fe2+ جایگزین Ca می‌شود و Fe+3 به جای Al قرار می‌گیرد. به رنگهای سفید، سبز، زرد، قهوه‌ای دارچینی، قرمز کمرنگ یافت می‌شود. نام آن از واژه‌ای در گیاه‌شناسی برای نوعی انگور فرنگی، به علت رنگ سبز روشن اولین گروسولار، گرفته شده‌است.
آنداردیت کانی نسبتاً فراوانی است. در ترکیب آن ممکن است جایگزینی Al به جای Fe+3 و نیز Fe+2، Mn+2 و Mg به جای Ca رخ دهد. رنگ آن سایه‌های مختلفی از زرد، سبز، قهوه‌ای تا سیاه را نشان می‌دهد. دمانتویید نوعی آندرادیت سبز رنگ، با جلای الماسی است که به عنوان جواهرات مصرف می‌شود. آندرادیت از نام کانی‌شناس پرتغالی دی آندردا گرفته شده‌است.
یووارُویت رنگ سبز زمردی دارد و از نام کنت کنت اوارو گرفته شده‌است.

## مصارف
کاربرد نوع شفاف نارسنگ به دلیل زیبایی و چشم‌نوازی آن در تولید سنگ‌های قیمتی است؛ ولی انواع مات آن به علت استحکام و زبری، در تولید سمباده و همچنین تولید فیلتر تصفیه آب استفاده می‌شود.
همچنین به عنوان ساینده اصلی در عملیات بلاست برای آماده‌سازی سطح فولاد ضدزنگ قبل از رنگ آمیزی صنعتی به کار می‌رود.

## خاستگاه گارنت
- منشأ گارنت‌ها در برخی موارد ماگمایی است و در برخی موارد دیگر آن را به یک فاز زینوکریستی دیرگداز[1] (به‌صورت تفاله‌ای[2]) نسبت می‌دهند که از سنگ‌هایی با منشأ دگرگونی به‌وجود آمده است (استون، 1988) و گاه آنها را به یک منشأ متاسوماتیکی منتسب می‌دانند (کانتک و کوری[3]، 1988). همچنین برخی محققین تشکیل گارنت‌های ماگمایی را به تبلور در فشارهای بالا یعنی P≥7kb (گرین. تی. اچ، 1977) و یا تبلور در فشار‌های نسبتاً پایین (احتمالاً در ƒO2 یا ƒH2O پایین) ماگمای پرآلومین تفریق‌یافته نسبت می‌دهند (آلن و کلارک[4]، 1981؛ کاوتورن و براون[5]، 1976 و 1978).[۱]

[1] Refractory xenocrystic phase
[2] Restite
[3] Kontak and Corey
[4] Allan and Clarke
[5] Cawthorne and Brown